# Sentences

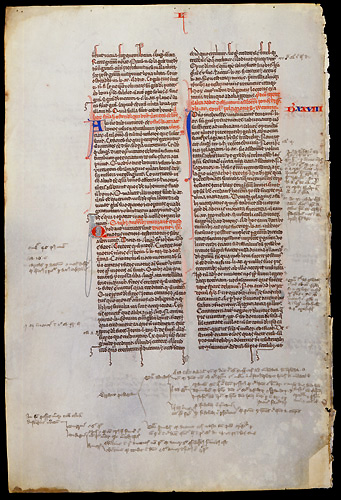
Manuscrit du XIIIe siècle du Quatuor Libri Sententiarum

Les Quatre livres de sentences de Pierre Lombard (Libri Quattuor Sententiarum) sont un traité de théologie composé entre 1155 et 1158. Il s'agit de l'un des livres les plus importants du Moyen Âge. Il est utilisé dans les universités médiévales comme manuel théologique de base, à partir des années 1220 jusqu'au XVIe siècle. 

## Présentation de l'ouvrage
Si ce recueil n'est pas le premier du genre, c'est le plus clair et le mieux ordonné de tous ceux qui nous sont parvenus. Aussi s'est-il rapidement imposé comme un traité incontournable, l'une des bases de la scolastique et des sommes théologiques qui fleurissent au XIIIe siècle. Il ne sera remplacé qu'au XVIe siècle, dans le cycle des études universitaires, par la Somme théologique de Thomas d'Aquin. 
Il est composé de quatre livres et de 182 sentences. Le premier livre (48 sentences) traite de la Divinité (Trinité, prescience, providence, toute-puissance). Le second (44 sentences) de la Création (la matière, la création en six jours, l'homme, le pêché, la grâce). Le troisième (40 sentences) traite de l'Incarnation et de la Rédemption (vertus théologales, lois morales et civiles, commandements, incarnation, rédemption et nature du Christ). Le quatrième (50 sentences) traite des sacrements et des fins dernières (la résurrection, la béatitude future). Ainsi se trouve fixé le plan des études théologiques jusqu'à la Renaissance et au-delà.
Contrairement à une opinion courante, le livre de Lombard est plus qu'une compilation des Pères de l'Église. Cherchant après d'autres à fixer la doctrine chrétienne en se basant sur un grand nombre d'autorités (la Bible, Augustin, Ambroise et Hilaire sont le plus souvent cités. Jean Damascène est cité pour la première fois dans une œuvre latine), Lombard utilise la méthode des distinctions pour exposer sous forme d'articles divisés et subdivisés l'ensemble des dogmes. 
Méprisant la dialectique et les dialecticiens qu'il traite de « raisonneurs bavards plus vaniteux que capables», il utilise cependant de subtiles distinctions pour concilier des autorités de sens opposés. Ce faisant, il fournit des solutions intelligentes, conformes à la tradition et aux décrets des Conciles et depuis devenues canoniques à des questions qui étaient encore litigieuses à l'époque.

## Conception de Dieu
Concernant la question divine, il pense que tout est en Dieu sous forme d'omniscience, de connaissance et de prescience. Mais, si la connaissance et la prescience sont dans l'essence divine, tout ce qui est dans la connaissance et la prescience ne doit pas être dans son essence. Ainsi, le mal se trouve-t-il exclu de l'essence. De même, si Dieu se trouve en puissance, en présence et en essence dans toute réalité, toute la réalité ne se trouve pas en lui. Ainsi, la matière se trouve-t-elle exclue de l'existence divine. De plus, si Dieu est omniscient et omniprésent, il n'est pas défini par un lieu. Il est de tout temps, mais le changement n'est pas en lui, etc.
Concernant la toute-puissance divine, il pense contre Abélard que Dieu ne veut pas tout ce qu'il peut. Certes, tout ce que Dieu veut est en son pouvoir, mais il ne veut pas nécessairement tout ce qui est en son pouvoir. Ainsi, la nécessité est exclue de la toute-puissance. Dieu fait tout ce qu'il veut librement.
Concernant la question de la double nature, humaine et divine du Christ, Lombard pense (contre Hugues de Saint-Victor affirmant que la sagesse humaine et divine se confondent dans le Verbe) que Jésus incarné sait tout ce que sait le Père, mais ne peut le comprendre aussi distinctement que lui, par l'effet de la matière sensible qu'il a revêtu. La sagesse divine du Christ est confirmée en même temps que la kénose et ses effets réels.

## Éditions
- Patrologie Latine, 192, col. 519-964 lire en ligne
- Texte du Prologue et du Livre I des Sentences
- traduction, notes et tables par Marc Ozilou, 4 volumes, Cerf, 2012-2015

## Commentaires ultérieurs
- Commentaire sur les sentences de Pierre Lombard (1254-1256), Thomas d'Aquin (trad uction en français du livre II par Aude Kammerer 2006 ; du livre I par Raymond Berton)
- Dubia — Questions sur le Livre II des Sentences (II Sententiarum, distinctio 1 : Dubium 1 ... Dubium 10), basées sur des leçons données au Collège des Bernardins à Paris en 1348-49 par Pierre Ceffons
- Commentaire sur les sentences de Pierre Lombard Bonaventure
- Commentaire sur le Ier et le IInd livre des sentences, Duns Scot
- Textus Sententiarum cum conclusionibus magistri Henrici Gorichem. Basle, Nicolas Kessler, 1502